# Volunteers
| Recensione       | Giudizio              |
| ---------------- | --------------------- |
| AllMusic         |                       |
| Onda Rock        | 9/10 (pietra miliare) |
| Piero Scaruffi   | 8.5/10                |
| Robert Christgau | B                     |

Volunteers è il quinto album in studio dei Jefferson Airplane, pubblicato nel novembre del 1969.

## Storia
È il sesto album registrato dal gruppo ed il primo registrato a San Francisco, presso il Wally Heider's. Tra i musicisti partecipanti, oltre al gruppo, spiccano Jerry Garcia, l'esperto pianista Nicky Hopkins, il futuro batterista del gruppo Joey Covington alle percussioni in due brani, David Crosby e Stephen Stills. La foto del retro della copertina del disco mostra un'immagine di un MM-1000 professional 16-tracks realizzato della Ampex Corporation e utilizzato per la registrazione dell'album.
Nell'album sono presenti brani che si esprimono fortemente contro la guerra (We Can Be Together, Wooden Ships), che direttamente riflettono di scontri sociali e tensioni rivoluzionarie esistenti all'epoca (We Can Be Together, Volunteers) e che, in definitiva, esprimono avversione verso il sistema dominante ed anche critica verso i rapporti sociali e umani da esso generati (Hey Fredrick, A Song for All Seasons). È presente anche una profonda riflessione sul rapporto tra umani e natura (The Farm, Eskimo Blue Day) e sulla concezione di comunità. In generale l'intero album è vicino ad idee e pensieri propri dell'anarchismo. La "title track" è ispirata dal nome del camion che raccoglie spazzatura "Volunteers of America" che, una mattina, svegliò il cantante Marty Balin. Originariamente il titolo dell'album doveva essere Volunteers of Amerika, ma venne modificato per via delle pressioni della casa discografica RCA. Il termine "Amerika" era diffuso in quegli anni per esprimere disaffezione e critica nei confronti degli USA.
L'album fu fortemente criticato in particolar modo a causa dei versi "Up against the wall, motherfucker" ("Fin contro al muro, figlio di puttana"), dalla canzone We Can Be Together, e dal termine "shit" ("merda") più volte presente nella canzone Eskimo Blue Day. Le sonorità che caratterizzano maggiormente l'album sono dovute alla chitarra solista di Jorma Kaukonen (soprattutto in We Can Be Together, Good Shepherd, Hey Fredrick, Wooden Ships ed Eskimo Blue Day) al basso di Jack Casady ed al pianoforte di Nicky Hopkins. Sono presenti anche alcune incursioni stilistiche nel country-rock (in The Farm e Song For All Seasons), mai sperimentato dal gruppo in precedenza.
I brani Eskimo Blue Day, Wooden Ships e Volunteers furono suonati dal gruppo al festival di Woodstock il 17 agosto 1969.
Nonostante le polemiche che suscitò alla sua uscita, il disco ebbe un enorme successo commerciale. L'album fu, per il fondatore Marty Balin e per il batterista Spencer Dryden, l'ultimo in assoluto all'interno del gruppo (l'ultima registrazione con Balin e Dryden presenti è il singolo contenente Have You Seen the Saucers? e Mexico, pubblicato nel 1970). Ciò significava la fine della formazione "classica" del gruppo e l'album fu l'ultimo LP, realizzato in studio, per i successivi due anni. Jack Casady e Jorma Kaukonen proseguirono dedicando sempre più crescenti attenzioni alla loro blues-band Hot Tuna, mentre Paul Kantner e Grace Slick realizzarono nel corso del 1970 l'album Blows Against the Empire e successivamente festeggiarono la nascita della loro figlia China nel 1971.

## Pubblicazione
Anche se l'album è stato pubblicato alla fine del 1969, la foto di copertina risale al 1967, e la caratteristica fascia usata come travestimento è stata presa durante le riprese dello spot promozionale per l'uscita del singolo Martha.
Una speciale versione quadrifonica (a quattro canali audio) dell'album fu pubblicata nel 1973. Questa versione fu disponibile su LP, su nastro magnetico e su cassetta Stereo8. Le versioni delle canzoni registrate con la tecnica della quadrifonia sono totalmente diverse da quelle registrate con la tecnica della stereofonia (infatti la parte cantata di Hey Fredrick è totalmente diversa da quella dell'album originale, Volunteers è del tutto differente e il coro di The Farm è portato in primo piano). Alcune canzoni della versione quadrifonica furono incluse nel cofanetto cd Jefferson Airplane Loves You, ma furono rimasterizzate in versione stereo.
Nel 2004 è stata realizzata una ristampa in CD contenente 5 bonus tracks tratte da un concerto del gruppo al Fillmore East a New York del 1969.
Nel 2003 l'album è stato inserito alla posizione 370 della classifica dei 500 album più belli di tutti i tempi a cura della rivista Rolling Stone, e successivamente retrocesso di tre posizioni.

## Tracce
Lato A
1. We Can Be Together (Paul Kantner) – 5:48 / versione quadrifonica: 5:56
2. Good Shepherd (Tradizionale, arrangiato da Jorma Kaukonen) – 4:21 / versione quadrifonica: 4:21
3. The Farm (Kantner, Gary Blackman) – 3:15 / versione quadrifonica: 2:32
4. Hey Fredrick (Grace Slick) – 8:26 / versione quadrifonica: 9:00

Lato B
1. Turn My Life Down (Kaukonen) – 2:54 / versione quadrifonica: 2:54
2. Wooden Ships (David Crosby, Kantner, Stephen Stills) – 6:24 / versione quadrifonica: 5:50
3. Eskimo Blue Day (Slick, Kantner) – 6:31 / versione quadrifonica: 6:15
4. A Song for All Seasons (Spencer Dryden) – 3:28 / versione quadrifonica: 3:28
5. Meadowlands (Tradizionale, arrangiato di Slick, Kantner) – 1:04 / versione quadrifonica: 1:04
6. Volunteers (Marty Balin, Kantner) – 2:08 / versione quadrifonica: 2:21

Bonus tracks della ristampa in CD del 2004
1. Good Shepherd (Trad., arr. Kaukonen) - 7:20
2. Somebody To Love (Slick) - 4:10
3. Plastic Fantastic Lover (Balin) - 3:21
4. Wooden Ships (Crosby, Kantner, Stills) - 7:00
5. Volunteers (Balin, Kantner) - 3:26

Le bonus tracks furono registrate dal vivo il 28 e il 29 novembre 1969 al Fillmore East. Alcune di queste esecuzioni live si trovano anche nell'album Sweeping Up the Spotlight: Live at the Fillmore East 1969 (comprese le tracce 11 e 13)

## Formazione
Jefferson Airplane
- Grace Slick — voce; piano in The Farm, Hey Fredrick, Eskimo Blue Day e Volunteers, flauto dolce in Eskimo Blue Day, organo in Meadowlands
- Paul Kantner — voce, chitarra ritmica
- Marty Balin — voce, percussioni
- Jorma Kaukonen — chitarra solista, voce
- Jack Casady — basso
- Spencer Dryden — batteria, percussioni

Altri musicisti
- Nicky Hopkins — piano in We Can Be Togheter, Hey Fredrick, Wooden Ships, A Song For All Seasons e Volunteers
- Stephen Stills — organo Hammond in Turn My Life Down
- Jerry Garcia — pedal steel guitar in The Farm
- Joey Covington — congas in Turn My Life Down, sedia in Eskimo Blue Day
- David Crosby — "barca a vela" in Wooden Ships
- Ace of Cups — voce in The Farm e Turn My Life Down
- Bill Laudner — voce solista in A Song For All Seasons

Produzione e crediti
- Al Schmitt — produttore
- Rich Schmitt — ingegnere del suono
- Maurice at the 16-track
- Produced at Wally Heider Recording Studio, San Francisco
- Gut, Milton Burke, Jefferson Airplane — design dell'album
- Jim Marshall — foto copertina
- Jim Smircich — foto retro

## Classifiche
Album
| Anno | Classifica           | Posizione |
| ---- | -------------------- | --------- |
| 1969 | Billboard Pop Albums | 13        |

Singoli
| Anno | Singolo      | Classifica            | Posizione |
| ---- | ------------ | --------------------- | --------- |
| 1969 | "Volunteers" | Billboard Pop Singles | 65        |